# Дион
Дион (фр. Dions) насеље је и општина у јужној Француској у региону Лангдок-Русијон, у департману Гар која припада префектури Ним.
По подацима из 2011. године у општини је живело 597 становника, а густина насељености је износила 52,74 становника/km². Општина се простире на површини од 11,32 km². Налази се на средњој надморској висини од 42 метара (максималној 175 m, а минималној 52 m).

## Демографија
| 1962. | 1968. | 1975. | 1982. | 1990. | 1999. | 2011. |
| ----- | ----- | ----- | ----- | ----- | ----- | ----- |
| 311   | 378   | 377   | 393   | 453   | 522   | 597   |

График промене броја становника у току последњих година